# 쓰기타니 쇼조
쓰기타니 쇼조(일본어: 継谷 昌三, 1940년 6월 25일 ~ 1978년 6월 2일)는 일본의 전 축구 선수이다.

## 국가대표팀 경력
그는 1961년 8월15일 인도네시아과의 경기에서 일본 국가대표팀에 데뷔했다. 1962년 아시안 게임, 1964년 하계 올림픽에도 출전했다. 그는 1965년까지 국제 A매치 통산 12경기에 출전, 4득점을 넣었다.

## 사망
1978년 6월 2일, 쓰기타니 쇼조는 간경화증으로 인해 향년 37세의 나이로 생을 마감하였다.

## 통계
| 일본 | 일본 | 일본 |
| 연도 | 출전 | 득점 |
| ---- | ---- | ---- |
| 1961 | 2    | 0    |
| 1962 | 2    | 0    |
| 1963 | 5    | 4    |
| 1964 | 1    | 0    |
| 1965 | 2    | 0    |
| 통산 | 12   | 4    |